# 大竹秀男
大竹 秀男（おおたけ ひでお、1920年 - 2006年）は、日本の法制史学者、神戸大学名誉教授。近世法制史が専門。
滋賀県出身。愛知県第一中学校、第八高等学校、1943年東北帝国大学法文学部卒、入営して敗戦を迎え、47年東北大学助手、高柳真三に師事、51年神戸大学助教授、62年「農民家族の法史的研究」で東北大法学博士。同年西ドイツ留学、教授、83年定年退官、名誉教授、武庫川女子大学教授。

## 著書
- 封建社会の農民家族 江戸期農民家族の歴史的位置づけ 創文社 1962
- 「家」と女性の歴史 弘文堂 1977.10 (弘文堂法学選書)
- 近世雇傭関係史論 神戸大学研究双書刊行会 1983.6 (神戸法学双書)
- 現代の家族 人間性回復の拠点 弘文堂 1994.7

## 共編著
- 日本法制史 牧英正共編 青林書院新社 1975 (青林双書)
- 擬制された親子 養子 竹田旦・長谷川善計共編　三省堂 1988.2 (シリーズ家族史)